# Podróż apostolska Jana Pawła II do Słowenii (1996)
71. podróż apostolska Jana Pawła II – odbyła się w dniach 17–19 maja 1996 roku. Papież odwiedził Słowenię.
Głównym celem wizyty w Słowenii było upamiętnienie 1250. rocznicy ewangelizacji (Słowenia została schrystianizowana w VI i VII przez benedyktynów z Irlandii), odwiedziny wiernych, szczególnie tych, którzy doświadczyli faszystowskich i komunistycznych prześladowań za wiarę, wsparcie przemian demokratycznych i zachęcenie do trwania przy chrześcijańskich korzeniach.

## Przebieg pielgrzymki
Przebieg pielgrzymki był następujący:

### 17 maja 1996
- powitanie na lotnisku Jože Pučnika przez prezydenta Słowenii Milana Kučana, nuncjusza apostolskiego Edmonda Farhata, arcybiskupa Lublany Alojzija Šuštara oraz korpus dyplomatyczny,
- spotkanie z 3000 osób i koronacja wizerunku Maryi w sanktuarium Matki Bożej Wspomożycielki w Brezje,
- spotkanie z prezydentem Milanem Kučanem w zamku Brdo w Predoslje,
- spotkanie z duchowieństwem w katedrze św. Mikołaja w Lublanie

### 18 maja 1996
- spotkanie z dziećmi na dziedzińcu rezydencji arcybiskupa w Lublanie,
- msza dla 120.000 osób, koncelebrowana przez ponad 30 kardynałów (w tym przez kardynała Franciszka Macharskiego), z udziałem prezydentem Milana Kučana, członków rządu oraz przedstawicieli Serbskiego Kościoła Prawosławnego na hipodromie w Lublanie,
- spotkanie z biskupami słoweńskimi w Instytucie św. Stanisława w Lublanie,
- spotkanie z premierem Słowenii Janezem Drnovškiem w Instytucie św. Stanisława w Lublanie,
- spotkanie z współpracownikami w kaplicy Instytutu św. Stanisława w Lublanie,
- spotkanie z 60.000 młodzieży ze Słowenii, Austrii, Chorwacji i Włoch na lotnisku sportowym w Postojnie

### 19 maja 1996
- msza z udziałem 150.000 osób koncelebrowana przez wielu kardynałów (w tym przez Franciszka Macharskiego, Jána Chryzostoma Koreca oraz Franjo Kuharicia) na lotnisku w Mariborze
- spotkanie z przedstawicielami świata nauki i kultury w katedrze św. Jana Chrzciciela w Mariborze
- modlitwa przy grobie bł. Antoniego Marcina Slomšeka w katedrze św. Jana Chrzciciela w Mariborze
- pożegnanie z udziałem prezydenta Słowenii Milana Kučana, Konferencji Episkopatu Słowenii oraz władz cywilnych i wojskowych na lotnisku w Mariborze